# Shou Xing
Shou Xing is een taoïstische god van lang leven en maakt deel uit van Fu Lu Shou. Shou Xing staat in Chinese astronomie voor Schip Argo (Canopus). De ster van de Zuidpool in de Chinese astronomie. Er wordt geloofd dat Shou Xing de macht heeft de leeftijd van sterfelijken te beïnvloeden. 
Volgens de legende zat hij tien jaar in de buik van zijn moeder. Hij werd daarom geboren als een oude man. Hij heeft een hoog voorhoofd en de perzik die hij bij zich heeft staat symbool voor onsterfelijkheid. Het uiterlijk is vrolijk en vriendelijk.
Shou Xing staat aan de rechterkant van Lu Xing. Hij heeft een groot bol voorhoofd en houdt altijd een staf met drakenkop vast en heeft lang-levenperziken bij zich. Soms staat er een hert naast hem. Ook komt het voor dat hij een kalebas bij zich heeft die levenselixer bevat.
Behalve bij Chinees nieuwjaar wordt hij ook op verjaardagen geëerd om een lang leven te vragen.